# Love Lies Bleeding (2024)
Love Lies Bleeding is een Amerikaans-Britse romantische thriller en actiefilm uit 2024, geregisseerd door Rose Glass. Het scenario is geschreven door Rose Glass en Weronika Tofilska.  

## Verhaal
Sportschoolmanager Lou (Kristen Stewart) wordt verliefd op Jackie (Katy O'Brian), een bodybuilder die op doorreis is naar een wedstrijd in Las Vegas.

## Rolverdeling
| Acteur           | Personage |
| ---------------- | --------- |
| Kristen Stewart  | Lou       |
| Katy O'Brian     | Jackie    |
| Ed Harris        | Lou Sr.   |
| Jena Malone      | Beth      |
| Dave Franco      | JJ        |
| Anna Baryshnikov | Daisy     |

## Release
Love Lies Bleeding ging op 20 januari 2024 in première op het Sundance Film Festival. De Nederlandse première vond plaats op 11 april 2024. 